# Новомутин
Новому́тин (МФА: [n̪oʋoˈmut̪ɪn̪] ( прослухати)) — село в Україні, у Бочечківській сільській територіальній громаді Конотопського району Сумської області. Населення становить 290 осіб.

## Географія
Село Новомутин розташоване на лівому березі річки Сейм, вище за течією на відстані 1,5 км розташоване село Прилужжя, нижче за течією на відстані 6 км розташоване село Жолдаки, на протилежному березі — село Мутин.
Річка у цьому місці звивиста, утворює лимани, стариці (Стара) та заболочені озера (Постолучка).
До села примикає великий лісовий масив (дуб, осика, ясен).
Крізь село пролягає автомобільний шлях Т 1907.

## Історія
На мапі 1869 року - х.Новосельський, а 1941 - Новосілля - Мутіно.
Село постраждало внаслідок геноциду українського народу, проведеного окупаційним урядом СССР 1923-1933 та 1946-1947 роках.
4 січня 2017 року шляхом об'єднання сільських територіальних громад, село увійшло до складу Бочечківської сільської територіальної громади, до цього органом місцевого самоврядування була Козацька сільська рада.

## Населення
За переписом населення України 2001 року в селі мешкало 290 осіб.
У 2021 році — ▼182 особи.

### Мова
Розподіл населення за рідною мовою за даними :
| Мова       | Кількість | Відсоток |
| ---------- | --------- | -------- |
| українська | 277       | 95.52%   |
| російська  | 13        | 4.48%    |
| Усього     | 290       | 100%     |

## Пам'ятки
- Братська могила радянських воїнів.

## Відомі особистості
- Шевченко Василь Григорович (* 1960) — український астроном, професор Харківського університету, ім'ям якого названо астероїд 17034 Васильшев[6].